# 我們的鐸職之始

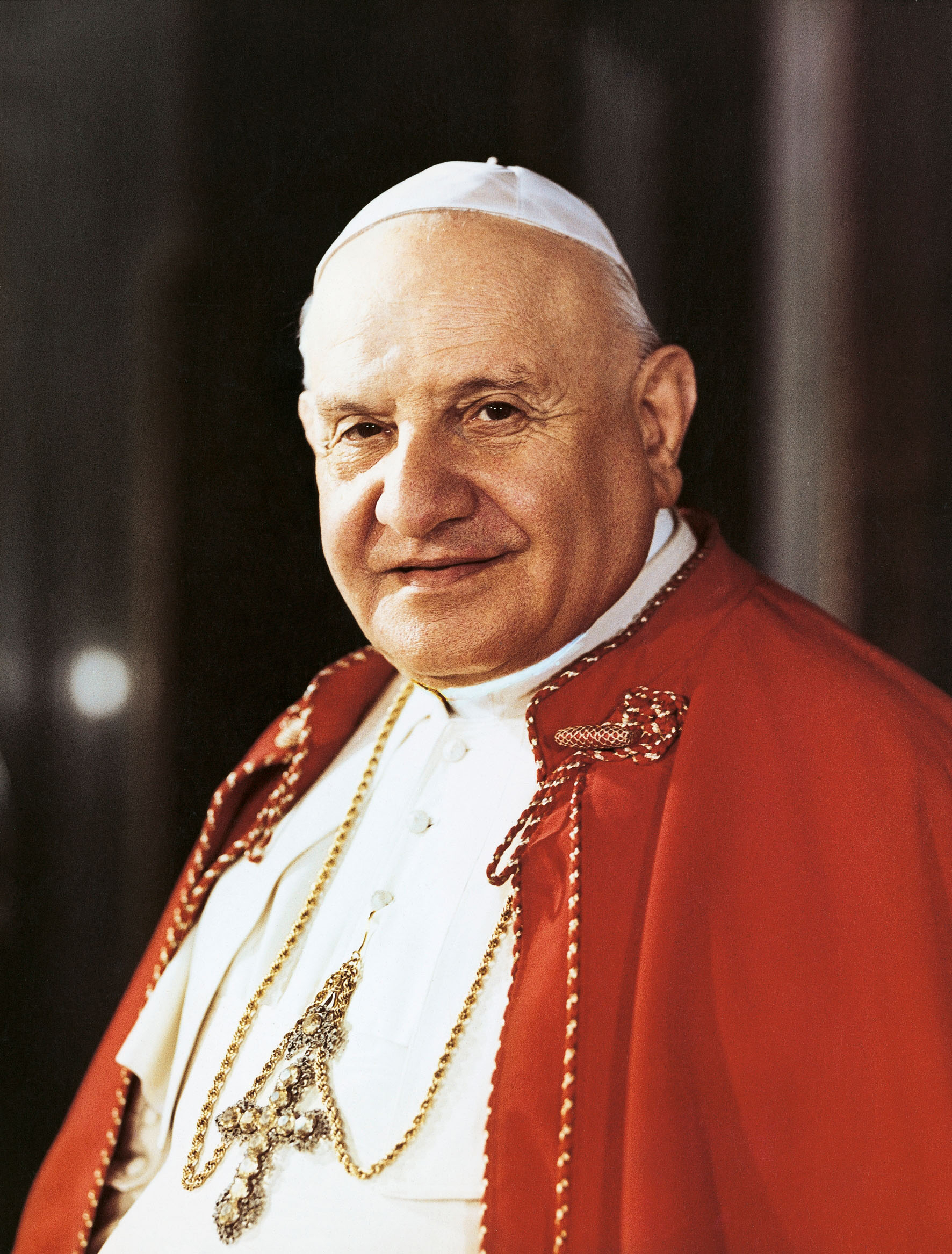
教宗若望二十三世

《我們的鐸職之始》（拉丁語：Sacerdotii nostri primordia）是教宗若望二十三世於1959年8月1日發出的教宗通諭。這是若望二十三世任內第2道通諭，內容談及聖若望·維尼生前作為一位神父的貢獻以及教宗對教會內各神父的忠告。

## 內容
這道教宗通諭連同引言共有4部分共119段。教宗在9段的引言裏談及聖若望·維尼的性格和行為。第2部分教宗從聖若望·維尼的處事作風作切入點，帶出各神父應對教會忠誠等論點。第3部分教宗要求各神父在個人生活和聖事兩方面進行反思。在通諭的最後一部分，教宗指出神父有義務去教導和聆聽別人，並表示神父有需要時可以向主教尋求協助。

## 資料來源
1. 1 2  Ioannis PP. XXIII. . The Holy See. 1959-08-01  [2017-06-21]. （原始内容存档于2017-06-21） （拉丁语）.